# Eriochloa rovumensis
Eriochloa rovumensis är en gräsart som först beskrevs av Pilg., och fick sitt nu gällande namn av Clayton. Eriochloa rovumensis ingår i släktet Eriochloa och familjen gräs. Inga underarter finns listade i Catalogue of Life.